# Nebuco
Nebuco (del mapudungún: ngefü ko ‘agua de avellano’) es una localidad de la comuna de Chillán Viejo donde se ubica el enlace del Autopista del Itata con la Panamericana Ruta 5 (acceso a Concepción desde la zona de Ñuble). Provincia de Diguillín, Región de Ñuble.
También se ubica una estación de ferrocarriles. En Nebuco viven aproximadamente 320 familias.